# Leucoplaste

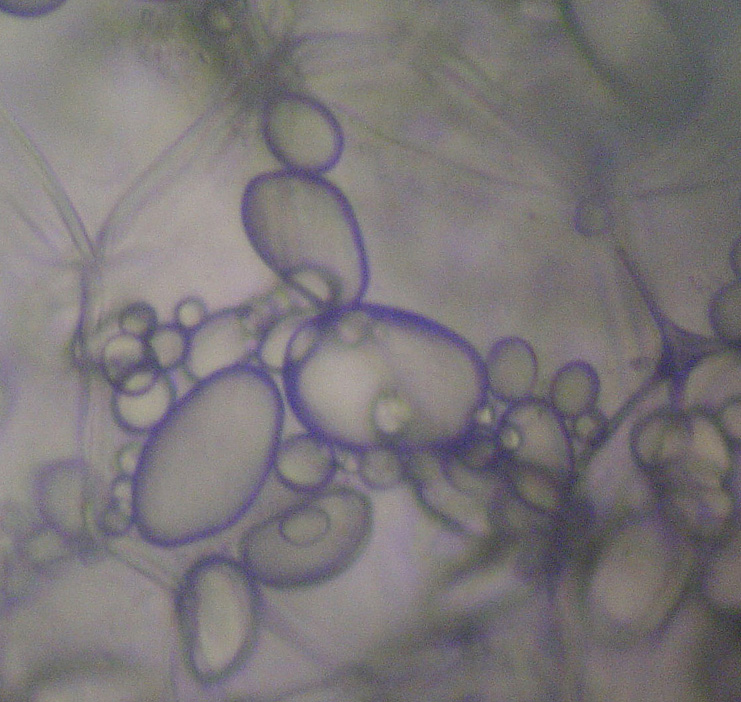
Amiloplaste

Incolore, nefotosintetizatoare, se întâlnesc în organele de depozitare ale plantelor și rădăcină, tulpini, endosperm, cotiledoane. Leucoplastele se pot transforma în cloroplaste la lumină sau în cromoplaste prin sinteză de pigmenți carotenoizi. La exterior au o membrană dublă, cea internă fiind capabilă să formeze un sistem lamelar asemănător celor din mitocondrii. Stroma este fin granulară, în ea se depozitează substanțe de rezervă care după materialul chimic se pot împărți în proteinoplaste, amiloplaste, oleoplaste.